# Igor Podgorski
Igor Władimirowicz Podgorski (ros. Игорь Владимирович Подгорский; ur. 4 września 1922, zm. 26 grudnia 1975) – radziecki animator. 

## Życiorys
Od 1948 roku animator w studiu „Sojuzmultfilm”. Pracował jako członek rady artystycznej. W latach 1972–74 był wykładowcą animacji moskiewskiego Wszechrosyjskiego Państwowego Uniwersytetu Kinematografii im. S.A. Gierasimowa.

## Filmografia
- 1950 – Gdy na choinkach zapalają się ognie (Когда зажигаются ёлки)
- 1950 – Jak lisica budowała kurnik (Лиса строитель)
- 1950 – Jeleń i wilk (Олень и Волк)
- 1950 – Cudowny młyn (Чудо мельница)
- 1951 – Opowieść z tajgi (Таёжная сказка)
- 1954 – W leśnej gęstwinie (В лесной чаще)
- 1954 – Słomiany byczek (Соломенный бычок)
- 1955 – Co to za ptak? (Это что за птица?)
- 1955 – Cudowna podróż (Заколдованный мальчик)
- 1956 – Bajka o przebiegłym szakalu i dobrym wielbłądzie (Шакалёнок и верблюд)
- 1956 – Brzydkie kaczątko (Гадкий утёнок)
- 1957 – Kiedy spełniają się życzenia (Исполнение желаний)
- 1957 – Wilk i siedem kózek (Волк и семеро козлят)
- 1957 – Królowa Śniegu (Снежная королева)
- 1958 – Gribok-tieriemok (Грибок-теремок)
- 1959 – Przygody Buratina (Приключения Буратино)
- 1960 – To ja narysowałem ludzika (Человечка нарисовал я)
- 1961 – Klucz (Ключ)
- 1965 – Wakacje Bonifacego (Каникулы Бонифация)
- 1967 – Bajka o złotym koguciku (Сказка о золотом петушке)
- 1968 – Film, film, film (Фильм, Фильм, Фильм)
- 1969 – Czterej muzykanci z Bremy (Бременские музыканты)
- 1969 – Kapryśna królewna (Капризная принцесса)
- 1971 – Bez tego obejść się nie można (Без этого нельзя)
- 1971 – Kubuś Puchatek idzie w gości (Винни-Пух идёт в гости)
- 1972 – Kaczorek-muzykant (утёнок, который не умел играть в футбол)
- 1973 – Dziadek do orzechów (Щелкунчик)